# Sébastien Lefebvre
Sébastien Lefebvre (Montreal, 5 de junho de 1981) é o guitarrista e back vocal da banda canadense Simple Plan. É um dos fundadores da banda em conjunto com Chuck Comeau e Jeff Stinco.

## Biografia
A mãe, Lorraine Pépin, é psicóloga infantil e o pai, Jean Lefebvre, trabalha em Recursos Humanos e foi deste que Seb começou a ganhar o gosto pela música, uma vez que, aos 10 anos descobriu uma guitarra do pai e começou a tocar uns acordes. No entanto a verdadeira paixão surgiu na adolescência quando começou a interessar-se pelo Punk Rock. Aos 13 anos viu um concerto da banda Green Day na televisão e decidiu que era aquilo que queria fazer, então começou a imitar a maneira como Billie Joe Armstrong tocava e foi assim que aprendeu a tocar guitarra. Foi também durante a sua adolescência que fez parte de uma banda de garagem chamada "We'd Eat Her" que acabou quando os seus colegas foram para a Universidade. Sebastien também frequentou a Universidade, mas apenas durante um mês.

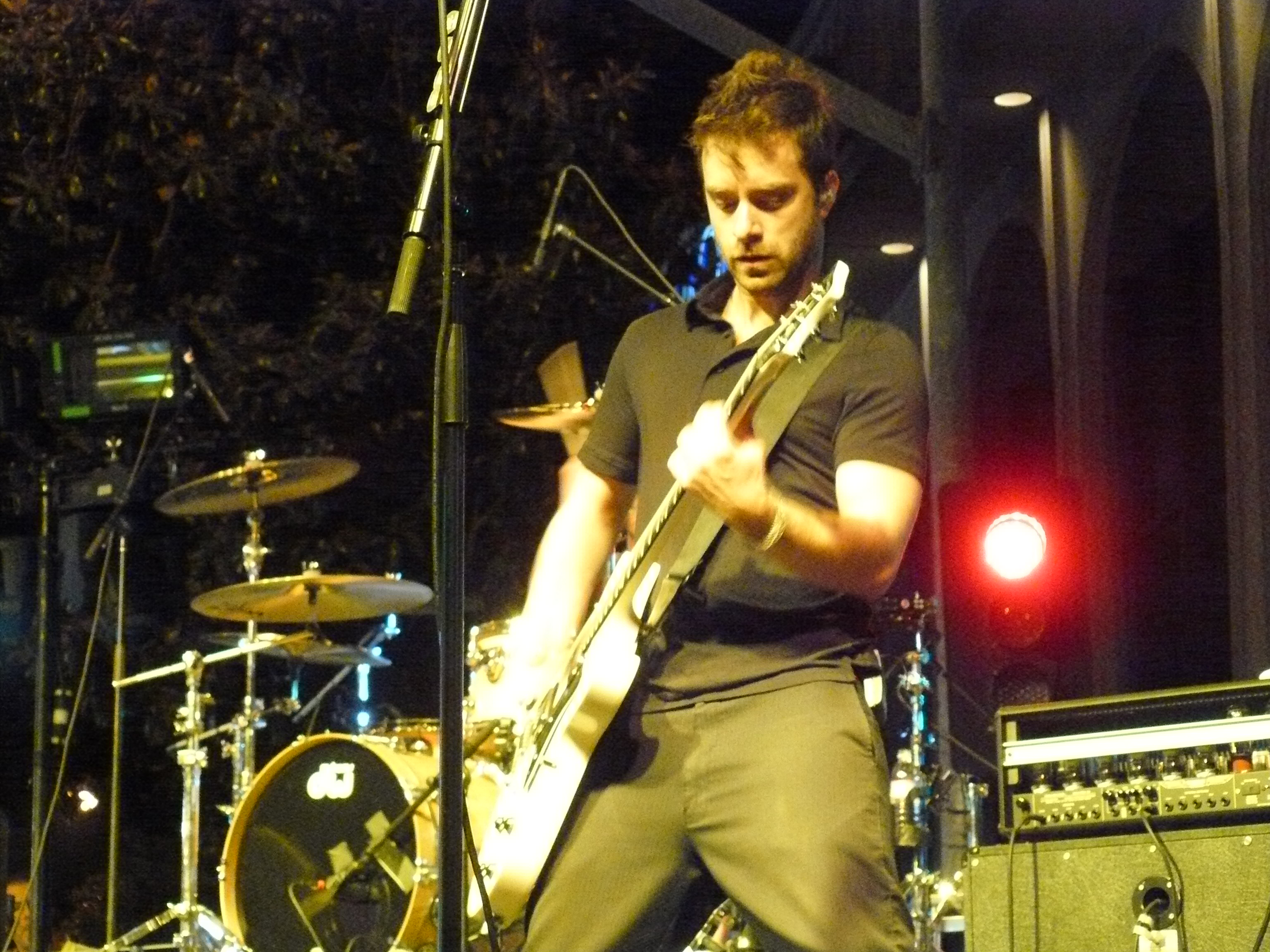
Lefebvre em concerto com o Simple Plan.

Na altura do Natal de 1999, Seb recebeu uma chamada do antigo amigo da escola, Jeff Stinco, a convidá-lo para entrar numa banda que este estava a começar com outro amigo (Chuck Comeau). Seb não pensou duas vezes e aceitou de imediato o convite. Para conseguir manter-se e comprar instrumentos para a banda, bem como ajudar a pagar as demos teve de trabalhar como zelador (limpando banheiros) na sua antiga escola.
Depois de os Simple Plan começarem a ter sucesso, Seb começou a andar pelo mundo em digressão, mas continua ligado às suas raízes.

## Projeto solo
No início de 2009, Lefebvre gravou um EP acústico intitulado You Are Here / Vous Êtes Ici. Foi lançado em 20 de outubro de 2009, sob Coalition Entertainment Inc. O primeiro single "I Fall for You" foi lançado em 8 de setembro de 2009. Um videoclipe também foi lançado no YouTube, dirigido pelo companheiro de banda, Chuck Comeau.
Lefebvre lançou um segundo EP, chamado "Les Robots", em 2011. Ele estava disponível gratuitamente no lançamento.
Ele lançou seu terceiro EP, "More Sake Por Favor", em 2012.